# Юнацький чемпіонат Європи з футболу (U-19) 2002
Чемпіонат Європи з футболу серед юнаків віком до 19 років 2002 року — пройшов у Норвегії з 21 по 28 липня. Переможцем стала збірна Іспанії, яка у фіналі перемогла збірну Німеччини із рахунком 1:0.

## Учасники
- Іспанія
- Словаччина
- Чехія
- Норвегія
- Німеччина
- Ірландія
- Англія
- Бельгія

## Груповий етап

### Група А
| Збірна     | І | В | Н | П | ГЗ | ГП | РГ | О |
| ---------- | - | - | - | - | -- | -- | -- | - |
| Іспанія    | 3 | 2 | 1 | 0 | 7  | 2  | +5 | 7 |
| Словаччина | 3 | 2 | 0 | 1 | 11 | 6  | +5 | 6 |
| Чехія      | 3 | 1 | 1 | 1 | 4  | 6  | -2 | 4 |
| Норвегія   | 3 | 0 | 0 | 3 | 1  | 9  | -8 | 0 |

| 21 липня 2002 18:00 CET |

| Норвегія             | 1 – 5    | Словаччина                                          |
| -------------------- | -------- | --------------------------------------------------- |
| Гріндгайм 90' (пен.) | Протокол | Куртий 28' Шебо 37' Конечний 59' Лабун 75' Юрко 86' |

| Гйемселунд, Конгсвінгер Арбітр: Каснаферіс (Греція) |

| 21 липня 2002 18:00 CET |

| Іспанія     | 1 – 1    | Чехія       |
| ----------- | -------- | ----------- |
| Іньєста 63' | Протокол | Сверкош 78' |

| Меллос, Мосс Арбітр: Дарко Чеферін (Словенія) |

| 23 липня 2002 18:00 CET |

| Норвегія | 0 – 3    | Іспанія                  |
| -------- | -------- | ------------------------ |
|          | Протокол | Реєс 22', 68' Торрес 54' |

| Генефосс ідреттспарк, Генефосс Арбітр: Божиновські (Республіка Македонія) |

| 23 липня 2002 18:00 CET |

| Словаччина                                              | 5 – 2    | Чехія                       |
| ------------------------------------------------------- | -------- | --------------------------- |
| Жовчак 16' Галенар 33' (пен.) Шебо 46', 65' Слобода 87' | Протокол | Форт 21' (пен.) Досуділ 34' |

| Оросен, Ліллестрем Арбітр: Коста (Португалія) |

| 25 липня 2002 18:00 CET |

| Чехія   | 1 – 0    | Норвегія |
| ------- | -------- | -------- |
| Рада 4' | Протокол |          |

| Неддеруд, Берум Арбітр: Калдма (Естонія) |

| 25 липня 2002 18:00 CET |

| Словаччина | 1 – 3    | Іспанія                             |
| ---------- | -------- | ----------------------------------- |
| Чех 6'     | Протокол | Серхіо Гарсія 15' Торрес 65', 90+1' |

| Маріенліст, Драммен Арбітр: Трівкович (Хорватія) |

### Група В
| Збірна    | І | В | Н | П | ГЗ | ГП | РГ | О |
| --------- | - | - | - | - | -- | -- | -- | - |
| Німеччина | 3 | 2 | 1 | 0 | 8  | 4  | +6 | 7 |
| Ірландія  | 3 | 2 | 0 | 1 | 5  | 6  | -1 | 6 |
| Англія    | 3 | 0 | 2 | 1 | 6  | 7  | -1 | 2 |
| Бельгія   | 3 | 0 | 1 | 2 | 3  | 5  | -2 | 1 |

| 22 липня 2002 18:00 CET |

| Англія                      | 3 – 3    | Німеччина                    |
| --------------------------- | -------- | ---------------------------- |
| Ештон 9' Томас 30' Коул 73' | Протокол | Фольц 4' Лам 90' Ганке 90+3' |

| Неддеруд, Берум Арбітр: Калдма (Естонія) |

| 22 липня 2002 18:00 CET |

| Бельгія      | 1 – 2    | Ірландія             |
| ------------ | -------- | -------------------- |
| Блондель 51' | Протокол | Делі 26' (пен.), 69' |

| Марієнліст, Драммен Арбітр: Калдма (Естонія) |

| 24 липня 2002 18:00 CET |

| Англія    | 1 – 1    | Бельгія     |
| --------- | -------- | ----------- |
| Ештон 75' | Протокол | Янссенс 82' |

| Гйемселунд, Конгсвінгер Арбітр: Дарко Чеферін (Словенія) |

| 24 липня 2002 18:00 CET |

| Німеччина                         | 3 – 0    | Ірландія |
| --------------------------------- | -------- | -------- |
| Рітер 22' Троховскі 57' Ганке 79' | Протокол |          |

| Меллос, Мосс Арбітр: Каснаферіс (Греція) |

| 26 липня 2002 18:00 CET |

| Ірландія                             | 3 – 2    | Англія                      |
| ------------------------------------ | -------- | --------------------------- |
| Делі 54' (пен.) Пейслі 73' Келлі 74' | Протокол | Картер 11' Ештон 45' (пен.) |

| Генефосс ідреттспарк, Генефосс Арбітр: Коста (Португалія) |

| 26 липня 2002 18:00 CET |

| Німеччина             | 2 – 1    | Бельгія        |
| --------------------- | -------- | -------------- |
| Фольц 36' Одонкор 72' | Протокол | Ванденберг 32' |

| Оросен, Ліллестрем Арбітр: Божиновські (Республіка Македонія) |

## Матч за 3-тє місце
| 28 липня 2002 13:00 CET |

| Словаччина          | 2 – 1    | Ірландія    |
| ------------------- | -------- | ----------- |
| Брушко 56' Юрко 75' | Протокол | Бреннан 53' |

| Уллевол, Осло Арбітр: Калдма (Естонія) |

## Фінал
| 28 липня 2002 20:00 CET |

| Іспанія    | 1 – 0    | Німеччина |
| ---------- | -------- | --------- |
| Торрес 55' | Протокол |           |

| Уллевол, Осло Глядачів: 16,464 Арбітр: Дарко Чеферін (Словенія) |

| Чемпіон Європи 2002 |
| ------------------- |
| Іспанія 4-й титул   |